# كلبتون (كامبريدجشير)
كلبتون (بالإنجليزية: Clopton, Cambridgeshire)‏ هي قرية تقع في المملكة المتحدة في كامبريدجشير.